# 上海佛学书局

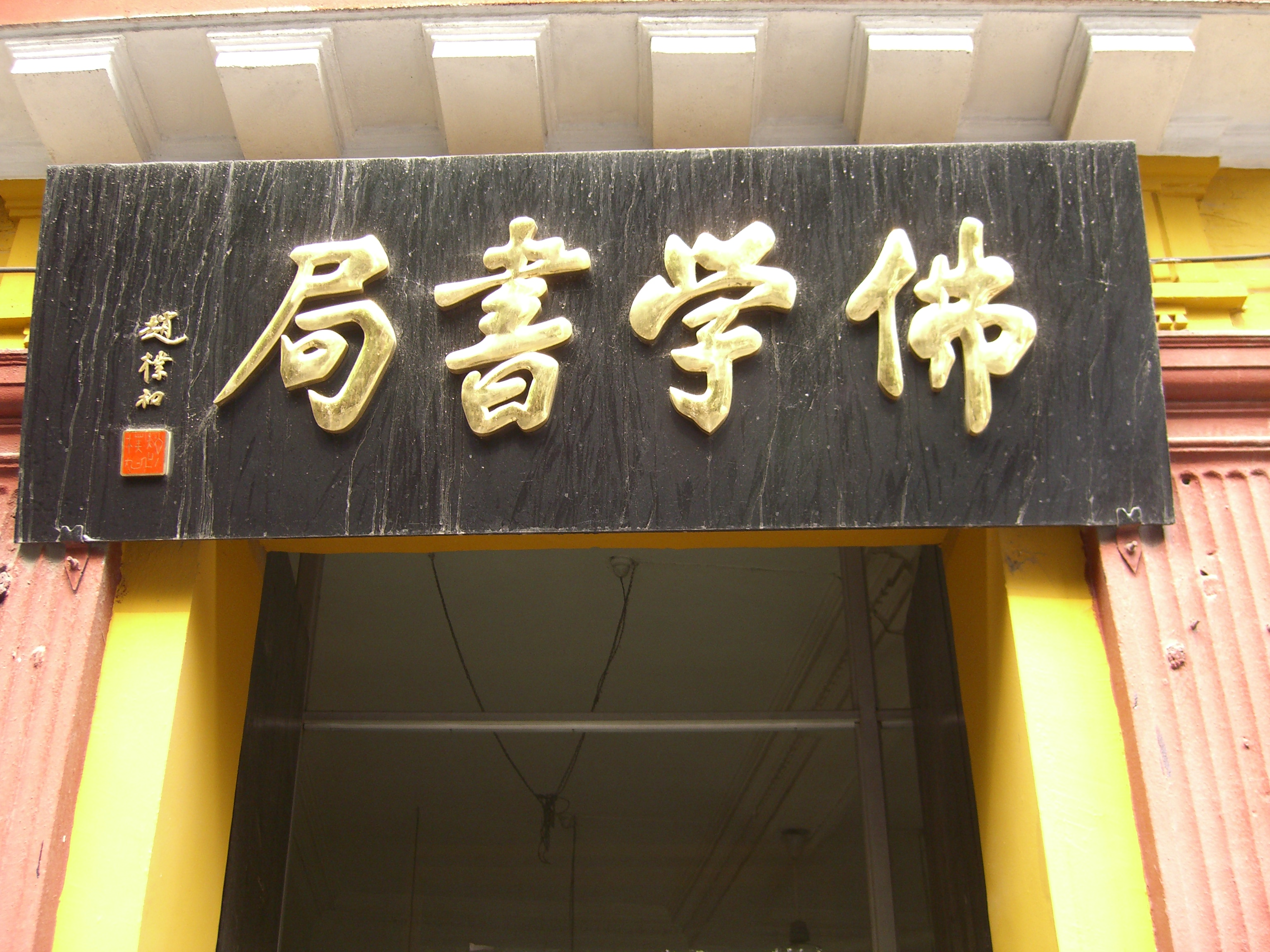
趙樸初題字的佛学书局匾額

上海佛学书局由佛教居士王一亭、李经纬等于1930年在上海创办，是中国近代史上规模最大的一所编辑、刻印、流通佛学典籍的出版机构，經營方针是“以宏法为目的，以营业为方法，二者相辅而行”。

## 历史
1936年左右，上海佛学书局在国内有八处分局、一百余个分销处，甚至在香港、仰光、新加坡等都设有经销处，可谓盛极一时。1966年停业。

### 恢复
1991年，上海市佛教协会在常德路418号恢复成立上海佛学书局。逐渐发展，现印行有260种佛教书籍。